# 西邦热苏斯
西邦热苏斯是巴西圣卡塔琳娜州的一个市镇。总面积67.899平方公里，总人口2026人，人口密度29.8人/平方公里。